# Duarte (prowincja)
Duarte – jedna z 32 prowincji Dominikany. Stolicą prowincji jest miasto San Francisco de Macorís.

## Opis
Prowincja położona na północy Dominikany, zajmuje powierzchnię 1 650 km² i liczy 289 574 mieszkańców 1 grudnia 2010.

## Gminy
| Lp.     | Gmina                    | Liczba ludności (2010) | Powierzchnia (km²) |
| ------- | ------------------------ | ---------------------- | ------------------ |
| 1       | Arenoso                  | 14 062                 | 145                |
| 2       | Castillo                 | 15 709                 | 133                |
| 3       | Eugenio María de Hostos  | 5 497                  | 79,4               |
| 4       | Las Guáranas             | 14 661                 | 89,9               |
| 5       | Pimentel                 | 17 864                 | 121                |
| 6       | San Francisco de Macorís | 188 118                | 760                |
| 7       | Villa Riva               | 33 663                 | 321                |
| Łącznie |                          | 289 574                | 1 650              |